# Münchenwiler
Münchenwiler (französisch Villars-les-Moines) ist eine politische Gemeinde im Verwaltungskreis Bern-Mittelland des Kantons Bern in der Schweiz.

## Geographie
Die Gemeinde bildet eine bernische Exklave im Gebiet des zum Kanton Freiburg gehörenden Seebezirkes. Sie zählt 564 Einwohner (Stand 31. Dezember 2023). Im Jahr 1898 wurde die Bahnstrecke Freiburg–Murten mit der Station Münchenwiler-Courgevaux (2017 zur Kreuzungsstation mit Halbstundentakt ausgebaut) eröffnet; die Bahn der tpf (Transports publics fribourgeois) führt heute über Ins bis nach Neuenburg. Die Autobahn A1 wurde im Jahr 1997 eröffnet; sie durchquert das Gemeindegebiet in einem Tunnel. Nach Freiburg beträgt die Distanz 15 Kilometer, nach Bern 30 Kilometer, nach Neuenburg 28 Kilometer.

## Geschichte
Im Jahr 1080 schenkten die beiden Brüder Rodulfus und Giraldus von Vilar ihren ganzen Besitz dem Kloster Cluny in Burgund. Anfang des 12. Jahrhunderts entstand ein Tochterklösterchen, ein sogenanntes Priorat. Es war eine von 26 Niederlassungen der Kongregation Cluny im Gebiet der heutigen Schweiz; die am bekanntesten sind Payerne, Romainmôtier, St. Petersinsel, Rüeggisberg und Rougemont. Das Priorat hatte bis kurz vor der Reformation Bestand. Durch päpstlichen Erlass kam es zusammen mit dem Aussenbesitz Clavaleyres im Jahre 1484/85 zum Berner St. Vinzenzenstift (Münsterstift). Gleichzeitig entstand, nach den Burgunderkriegen, die Gemeine Herrschaft Murten, die abwechslungsweise von Bern und von Freiburg verwaltet wurde und bis zum Einmarsch der Franzosen Bestand hatte. Aufgrund von Reformationsstreitigkeiten zwischen den beiden Ständen beanspruchte Bern 1527 die alleinige Herrschaft über Münchenwiler und führte 1528 die Reformation ein.
Im Jahre 1535 verkaufte Bern die heruntergekommene Besitzung als Twingherrschaft an Schultheiss Hans Jakob von Wattenwyl. Dieser liess das klösterliche Kirchenschiff und den Kreuzgang abreissen und schuf für sich und seine Nachkommen einen Landsitz. Nach verschiedenen Besitzerwechseln gelangte die Herrschaft 1668 an die Familie von Graffenried, die es bis 1932 besass. Insbesondere in der Mitte des 19. Jahrhunderts wurde der feudale Landsitz erneuert und erweitert, wovon heute noch die grosszügigen Gartenanlagen zeugen.
Nach dem Einmarsch der Franzosen 1798 wurde Münchenwiler (mit Clavaleyres) zu Freiburg geschlagen. In der Mediationszeit (ab 1803) gelang es Bern, die beiden Dörfer zurückzugewinnen; 1807 wurden sie dem Amtsbezirk Laupen einverleibt. Seit 2010 sind sie Bestandteil der Verwaltungsregion Bern-Mittelland.
In einer Zwangsversteigerung wurde die Schlossbesitzung 1932 einem neuenburgischen Konsortium zugeschlagen, das es 1943 dem Kanton Bern weiterverkaufte. Dieser überliess es, nach verschiedenen fehlgeschlagenen Nutzungsversuchen, 1954 der Volkshochschule des Kantons Bern, welche darin Weiterbildungs- und Freizeitkurse anbot. Seit 2002 dient das Schloss als Seminarhotel mit leistungsfähigem Restaurant für Anlässe aller Art.

## Politik
Bei den Nationalratswahlen 2023 betrugen die Wähleranteile in Münchenwiler (in Klammern die Veränderung im Vergleich zu den Wahlen 2019 in Prozentpunkten): SVP 36,03 % (−11,24), SP 17,10 % (+4,49), Mitte 10,95 % (+2,79), FDP 9,06 % (−0,16), Grüne 8,32 % (−1,69), glp 7,67 % (+3,67), EDU 4,65 % (+1,41), EVP 1,25 % (−0,61), Weitere 4,96 % (+1,34).
Es bestehen keine politisch aktiven Parteien mehr in Münchenwiler.

## Sehenswürdigkeiten
Schloss Münchenwiler steht an der Stelle eines im 12. Jahrhundert errichteten Cluniazenserpriorates, das 1448 in den Kriegen mit den Savoyern wie auch 1476 in den Burgunderkriegen stark beschädigt wurde und 1484 in den Besitz des St.-Vinzenz-Stiftes am Berner Münster kam. Aus dem Kloster wurde eine Kommende. Diese ging 1530 vom letzten Prior Ulrich Stör an die Stadt Bern über, die es 1535 als Herrschaft an seinen Schultheissen Hans Jakob von Wattenwyl verkaufte. Dieser liess das verfallene Kloster abbrechen und aus dem Baumaterial ein kastellähnlich befestigtes Schloss errichten. Nach mehreren Besitzerwechseln ging die Herrschaft 1668 an die Familie von Graffenried über und blieb in deren Besitz bis 1932. Dionys von Graffenried (1815–1886) liess den Südflügel im klassizistischen Stil umbauen und errichtete, nachdem er zur römisch-katholischen Kirche übergetreten war, im ehemaligen Chor der Klosterkirche eine Schlosskapelle. Die Kapelle diente ab 1946 der Kirchgemeinde Bernisch Murten (Münchenwiler-Clavaleyres) als Gottesdienstraum.
1932 wurde die Besitzung in einem Zwangsvollstreckungsverfahren versteigert; Käufer war ein neuenburgisches Konsortium. Dieses verkaufte das Schloss 1943 an den Staat Bern. Nach verschiedenen Nutzungsversuchen wurde das Schloss 1956 von der Volkshochschule Bern gepachtet und als Ferienkurs- und Weiterbildungszentrum betrieben. Von 1986 bis 1990 liess es der Kanton Bern renovieren; damit war nun ein Ganzjahresbetrieb als Kurszentrum möglich. 2002 wurde das Zentrum von der neu gegründeten Parkhotel Schloss Münchenwiler AG gepachtet und als Seminarhotel geführt. 2012 übernahm die Schloss Münchenwiler GmbH (Brigit Leicht) den Betrieb. Im September 2023 stand das noch immer im Besitz des Kantons Bern befindliche Schloss zum Verkauf.